# Подгорица (трг)
Налазио се на мјесту данашње Подгорице, у скадарско-зетској равници (на 42 м надморске висине) на сјеверозападу Ћемовског поља, крај обала ријека Рибнице и Мораче. На југу, подгорички трг је био отворен према Скадарском језеру, а са осталих страна окружен средњим планинама. Подигнут је на подручју тадашње језерске, Подлушке жупе, једне од девет жупа, које су сачињавале језгро Дукље (Зете). Кроз XIV и XV вијек овај трг се помиње увијек у вези са трговином, царинама и транспортом робе, па се претпоставља да је у држави Немањића и Балшића ту била трговачка станица. Касније, у XV вијеку, Турци су у Подгорици изградили утврђење.

## Рибница, мјесто или област
По казивању сина (Стефана Првововенчаног), Стефан Немања је рођен, када му је отац (Завида) био прогнаник у „мјесту“ Диоклитији, помињући Рибницу. Једни историчари сматрају да је, по том казивању, Немања рођен у дворцу на утоку ријеке Рибнице у Морачу. По другим истраживачима, не постоје никакви подаци да је у то вријеме Рибница као насеље уопште постојала и да се може тумачити да је у питању област (тако да Немањино рођење може бити у било ком дијелу области). Наиме, апелатив „мјесто“ у старијим текстовима има значење области (мање или веће). Такође, сматрају да није природно да једно насеље још прије турских освајања промјени једно домаће име другим, исто тако домаћим именом. Стога, питање је да ли је идентификација „мјеста“ Рибнице са Подгорицом исправна.

## Средњовјековни трг Подгорица
Назив овог трга, који се иначе налазио у дуљанској (касније зетској) Подлушкој жупи, потиче од самог његовог мјеста, у близини саме границе са Горском (Gorsca) жупом, односно „испод“ Горске жупе.
Трг није био на неком од главних караванских путева, као мјесто са именом Подгорица, појављује у споменицима већ у првој половини XIV вијека (када потичу и најстарији детаљни подаци о овим крајевима). Помен подгоричког трга из тог времена, налази се у књизи из Которског архива: 18. августа, 1326. године, Јован из Подгорице, зет Венча, обавезује се да врати 300 перпера за три мјесеца. Исте године се помиње и у једном запису из манастира Морача. У архиву Котора, који датира из 1330. помињу се подгорички трговци кожом и обућом. Подгоричани се помињу и у једној повељи цара Душана, за манастир Хиландар, коме су се иначе замјерили, не поштујући краљеве одлуке (одређене повластице, које се тичу села Каменице) издате још у вријеме Стефана Првовјенчаног. Запис из цркве Светог Ђорђа у Подгорици, казује да је град Подгорица подигнута у X вијеку. По њему прве је куће подигао господар Горске жупе, жупан Марко. У доба Војислављевића, Немањића и Балшића овај трг није имао значајнију улогу.

## Сједиште војвода
Након Зете Балшића, Подгорица је припала Србији (под деспотима Стефаном Лазаревићем и Ђурђем Бранковићем). Трг је сједиште власти за Горњу Зету, док је Бар био за Доњу Зету. У то доба трг има солидне економске везе са приморским мјестима. Придобивши Стефаницу Црнојевића, уз његову помоћ, босански војвода Стефан Вукчић Косача упада у Горњу Зету. Заузима крајеве око Мораче, тврђаве Соко и Медун као и трг Подгорицу. Након обнављања деспотовине, у Подгорици је 1448. године било сједиште Алтомана, војводе деспота Ђурђа Бранковића, који је у њој као намјесник имао своју курију (двор). Када се као претендент за насљеђе Балшића појавио Стефан Црнојевић, удружио се са Млечанима и 1452. године однио побједу над деспотовим војводама. За кратко, млетачка застава је била развијена у Подгорици.

## Тврђава Депедоген
Двије године пошто је освојио утврђење Метеон (1455)
Мехмед II Освајач загосподарио је Горњом Зетом. Подгорица постаје главно упориште турске власти, у долини Мораче и дио скадарског санџаката. Османлије су у Подгорици 1474. године, почели да граде тврђаву, на ушћу Рибнице у Морачу. Завршена је за три до четири године, а према једном дефтеру (пописна књига) назвали су је Депедоген (тур. Depedöğen). У народу се ова тврђава звала Рибница.